# 还亮草
还亮草为毛茛科翠雀属一年生草本植物。

## 别名
浙江天目山一带别称鱼灯苏、车子野芫荽。清代也叫还魂草、对叉草、蝴蝶菊。日语名称为芹葉飛燕草。

## 分布与生境
还亮草分布于山西、河南、安徽、江苏、浙江、江西、福建、湖南、湖北、广东、广西、贵州、云南，生长于丘陵或低山的山坡草丛或溪边草地。明治时代传入日本。

## 用途
还亮草全草供药用，味辛有毒，外涂治痈疮癣癞。

## 民俗
唐代《本草拾遗》记载：“桃朱術生園中，細如芹，花紫，子作角，以鏡向旁敲之，則子自發。五月五日乃收子，帶之令婦人為夫所愛。”吴其濬认为桃朱术即还亮草。

## 变种
《中国植物志》将还亮草分为三个变种：
- 还亮草 D. a. var. anthriscifolium
- 卵瓣还亮草 D. a. var. savatieri (Franch.) Munz
- 大花还亮草 D. a. var. majus Pamp.

但从形态以及染色体数目来看，这三个变种处理为三个物种更加合适。